# Декоративные породы кур

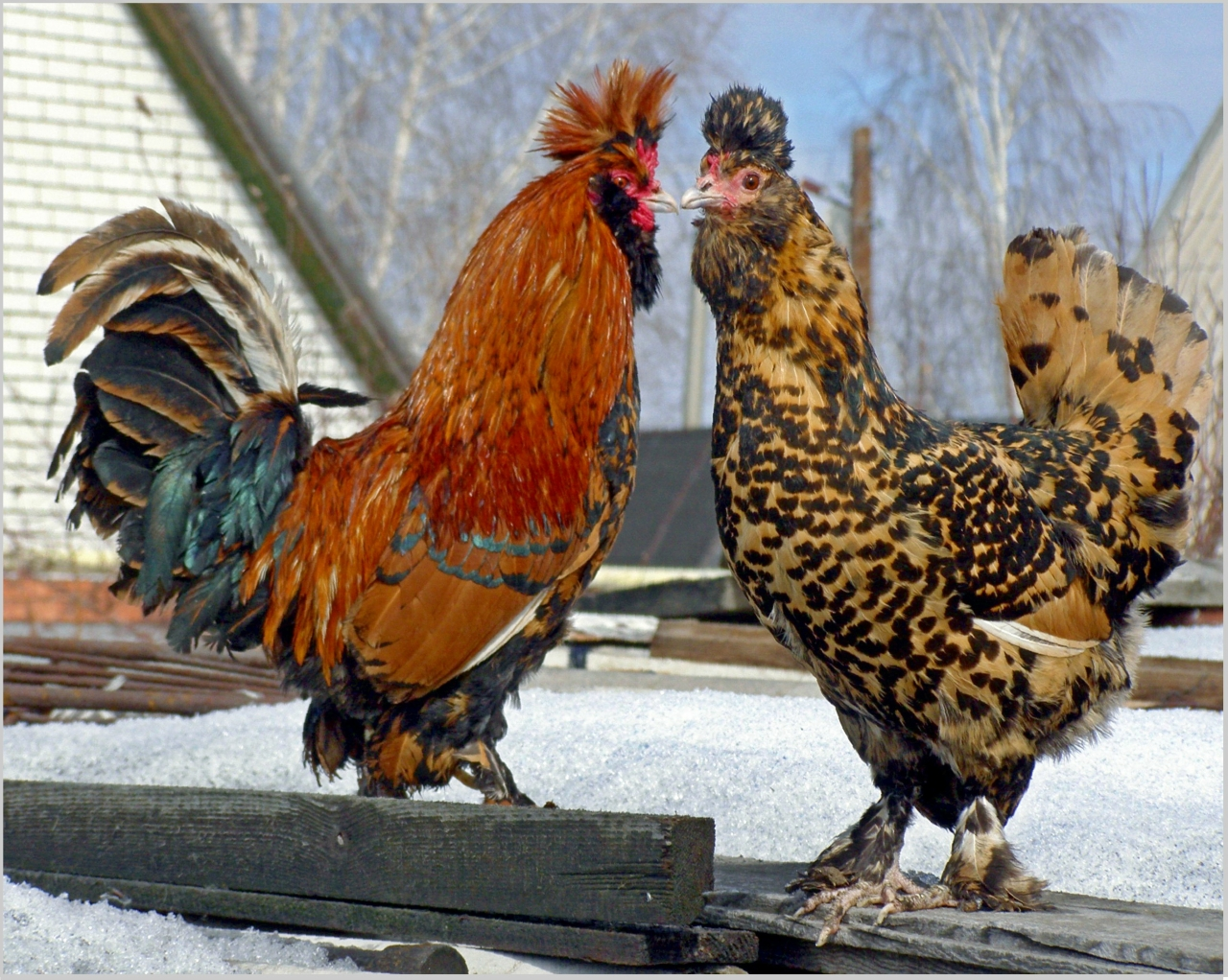
Павловская порода российских декоративных кур

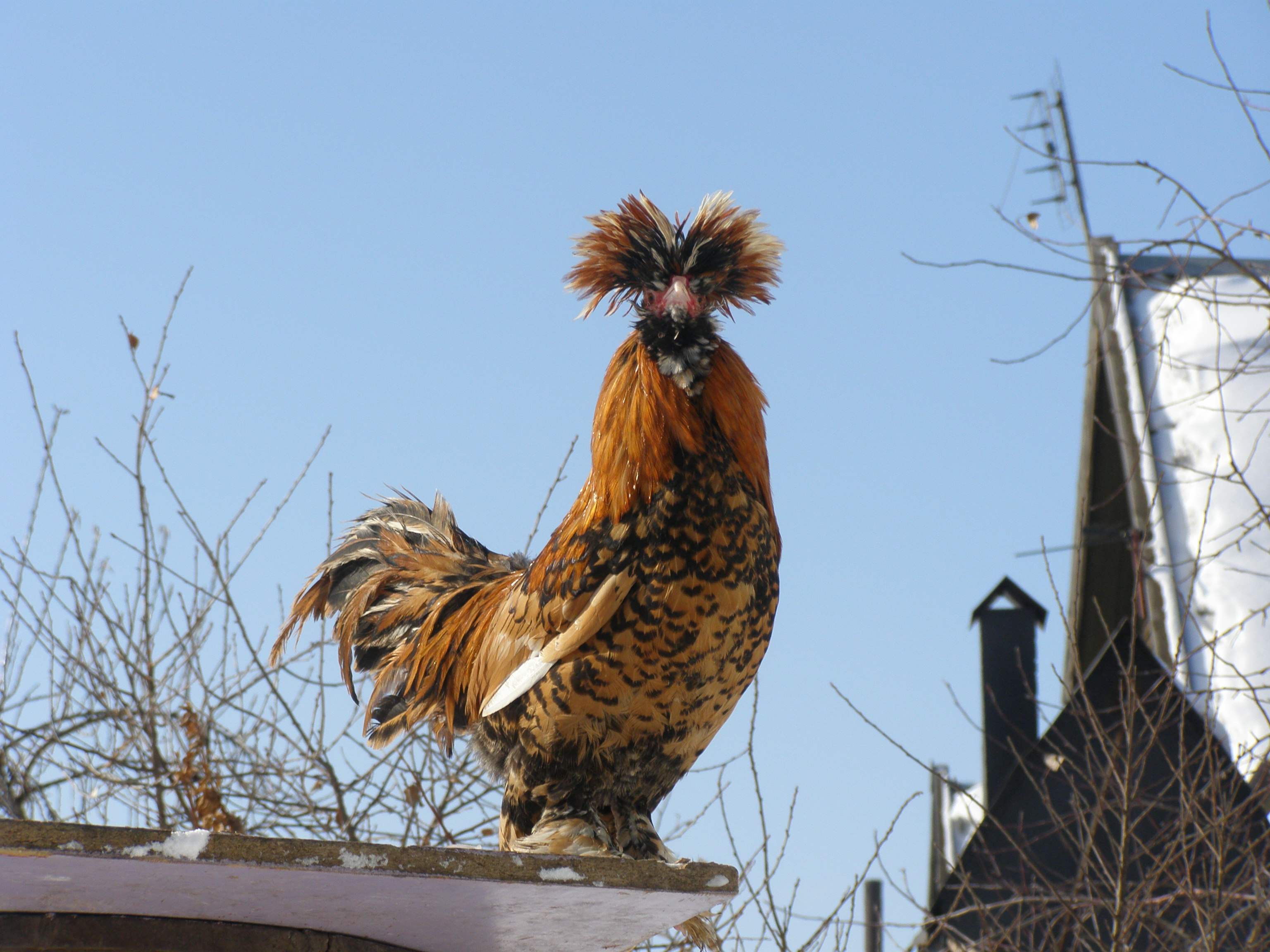
Павловский петух с раскидистым хохлом

Декоративные породы кур разводятся из экспериментальных и эстетических соображений, хотя, как и куры вообще, они также имеют некоторое хозяйственное значение.

## История
Исторически декоративное куроводство стало вторым направлением в птицеводстве после бойцового. Породные декоративные куры использовались как украшение дворов титулованных особ, в ритуальных целях, а позднее как экспонаты на выставках, оригинальное украшение частных подворий. В ходе их селекции декоративных пород основное внимание уделялось экстерьеру, а продуктивность игнорировалась. Поэтому декоративные куры имеют невысокую яйценоскость, часто требуют особого внимания из-за необычных характеристик (хохлатость, лохмоногость, длиннохвостость, безхвостость, шелковистость, курчавость, голошеесть, толстоногость и проч.) К декоративным курам также можно отнести все миниатюрные версии обычных пород; породы, несущие яйца необычного цвета, а также имеющие необычную окраску пера в молодом и/или зрелом возрастах.

## Декоративные породы

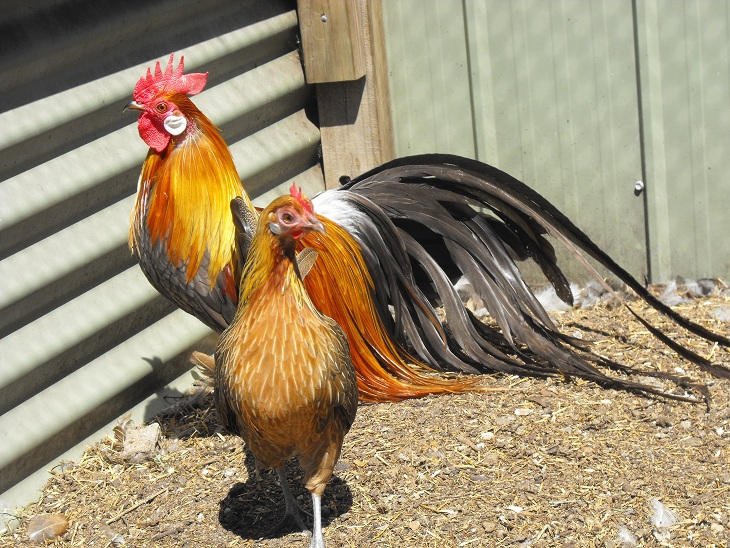
Курица и длиннохвостый петух японской породы феникс.

Родиной большинства древних пород декоративных кур являются регионы восточной Азии (Китаю, Индия, Индонезия, Япония). Позднее декоративные породы появились в странах Европы, в том числе и в России (ушанка, павловские).
- Аям Цемани (полностью чёрные, Индонезия[4])
- Бентамка
- Виандот
- Феникс
- Гамбургская
- Га донг тао[англ.]
- Шёлковая[англ.]
- Шабо
- Падуан
- Испанская белолицая
- Курчавая
- Кохинхин
- Кревкер
- Орловская
- Павловская
- Украинская хохлатая
- Украинская ушанка